# Lány, Havlíčkův Brod
Lány là một làng thuộc huyện Havlíčkův Brod, vùng Vysočina, Cộng hòa Séc.